# Fábio Pereira da Silva
Fábio Pereira da Silva (Petrópolis, 9. srpnja 1990.), poznatiji kao Fábio ili Fábio da Silva, bivši je brazilski nogometaš koji je igrao na poziciji  desnog braniča ili desnog veznog, a njegov brat blizanac Rafael također je bio nogometaš.

## Karijera
Fábio je nogometnu karijeru započeo u lokalnom klubu Boa Esperança, da bi ubrzo prešao Fluminenseu. Na jednom turniru u Tokiju, njega i njegovog brata je zamijetio skaut Manchester Uniteda, te su u veljači 2007. potpisali za crvene vragove, iako do tada nisu nijedanput nastupili za seniorsku momčad Fluminensea. No, za Manchester nisu imali pravo nastupa dok nisu napunili 18 godina.
Po prvi put je nastupio za United 4. kolovoza 2008., kada je na poluvremenu ušao u igru umjesto Patricea Evre u prijateljskoj utakmici protiv Peterborough Uniteda. Nakon toga je tri puta igrao za rezervnu momčad, te pritom postigao jedan pogodak, no tada je zbog ozljede ramena morao na operaciju. Svoj prvi službeni nastup za Manchester imao je 24. siječnja 2009. u četvrtom kolu FA kupa, u kojem je njegova momčad svladala Tottenham rezultatom 2:1. Međutim, na toj utakmici se opet ozljedio, te ga je zamijenio još jedan debitant, Richard Eckersley.

### Middlesbrough
Dne 12. kolovoza 2016. godine potpisuje dvogodišnji ugovor za Middlesbrough.

## Reprezentacija
Godine 2007., Fábio je igrao za reprezentaciju Brazila na U-17 Svjetskom prvenstvu. Na tom prvenstvu bio kapetan momčadi, te je postigao dva pogotka. Budući da, kao i njegov brat ima i portugalsko državljanstvo, Carlos Queiroz, tadašnji izbornik Portugala, te bivši pomoćnik Alexa Fergusona im je ponudio da igraju za portugalski reprezentaciju, no odlučili su pričekati s konačnom odlukom.

## Stil igre
Zbog načina igre, te pozicija na kojima igraju, časopis Times ih naziva "brazilskim odgovorom na braću Neville" (Phila i Garyja).

## Vanjske poveznice
- Profil na ManUtd.com (engl.)
- Profil na Transfermarktu
- Profil na Soccerwayu